# OpenProj
OpenProj — кроссплатформенное программное обеспечение для управления проектами. Распространяется на условиях лицензии Common Public Attribution License Version 1.0 (CPAL). Позиционируется создателями как открытая замена коммерческому продукту Microsoft Project. Доступна для операционных систем Microsoft Windows, Linux, Unix, Mac OS X.
The OpenProj переведен на французский, испанский, немецкий, португальский, швейцарский, финский, русский, корейский и китайский язык.
Продукт куплен компанией Serena. Сразу после продажи поддержка продукта была прекращена ввиду угрозы судебных исков со стороны Microsoft по поводу копирования интерфейсных решений, а исходный текст продукта выложен бесплатно в Интернет.
Продолжение проекта взяли на себя основатели OpenProj. Продукт называется ProjectLibre.

## Возможности
- Диаграмма Ганта
- Сетевой график
- Ресурсы
- Отчёты
- Поддерживается импорт/экспорт документов Microsoft Project.